# Ідріей
Ідріей (*Ἱδριεύς, д/н —344 до н. е.) — сатрап Карії та Галікарнасу у 351—344 до н. е. роках.

## Життєпис
Походив з карійської династії Гекатомнідів. Середній син династа Гекатомна. Після смерті його сестри-цариці Артемісії III у 351 році до н. е. Ідріей став новим володарем Карії.
З огляду на політичне становище вирішив підтримати перського царя царів Артаксеркса III Оха проти повсталого Кіпру. 346 року до н. е. Ідріей зібрав флот у 40 трієр та 8 тис. вояків, з якими приєднався до перських військ на Кіпрі, які боролися проти Евагора II, царя Саламіну.
Протягом 345—344 років до н. е. допомогав Артаксерксу III у придушенні повстання в Фінікії та Кілікії. На дяку за це цар Каврії отримав у володіння острови Родос, Кос, Хіос.
Водночас Ідріей розпочав величну розбудову своєї столиці Галікарнас. За його правління було завершено гробницю його старшого царя Мавсола II — Мавзолей. також за наказом Ідріея відновлено храм Зевса в місті Лабранда. Від Міласа до святилища було прокладено священний шлях, фрагменти якого збереглися дотепер. Разом з тим відбулося загальне економічне піднесення Карії та її міст.
Помер від хвороби у 344 році до н. е. Владу успадкувала його сестра-дружина Ада I.

## Родина
Дружина — Ада I
Діти:
- Ада II, дружина Оронтобата, сатрапа Карії